# Луций Корнелий Цинна (монетарий)
Лу́ций Корне́лий Ци́нна (лат. Lucius Cornelius Cinna; II век до н. э.) — римский государственный деятель из рода Корнелиев, занимавший должность монетария в промежутке между 169 и 158 годом до н. э.

## Биография
Предположительно Луций Корнелий был отцом консула 127 года до н. э. того же имени. Около 169 — 158 годов до н. э. он был монетарием, чеканил ассы с головой Януса и корабельным носом.